# Thorvaldsen-Museum

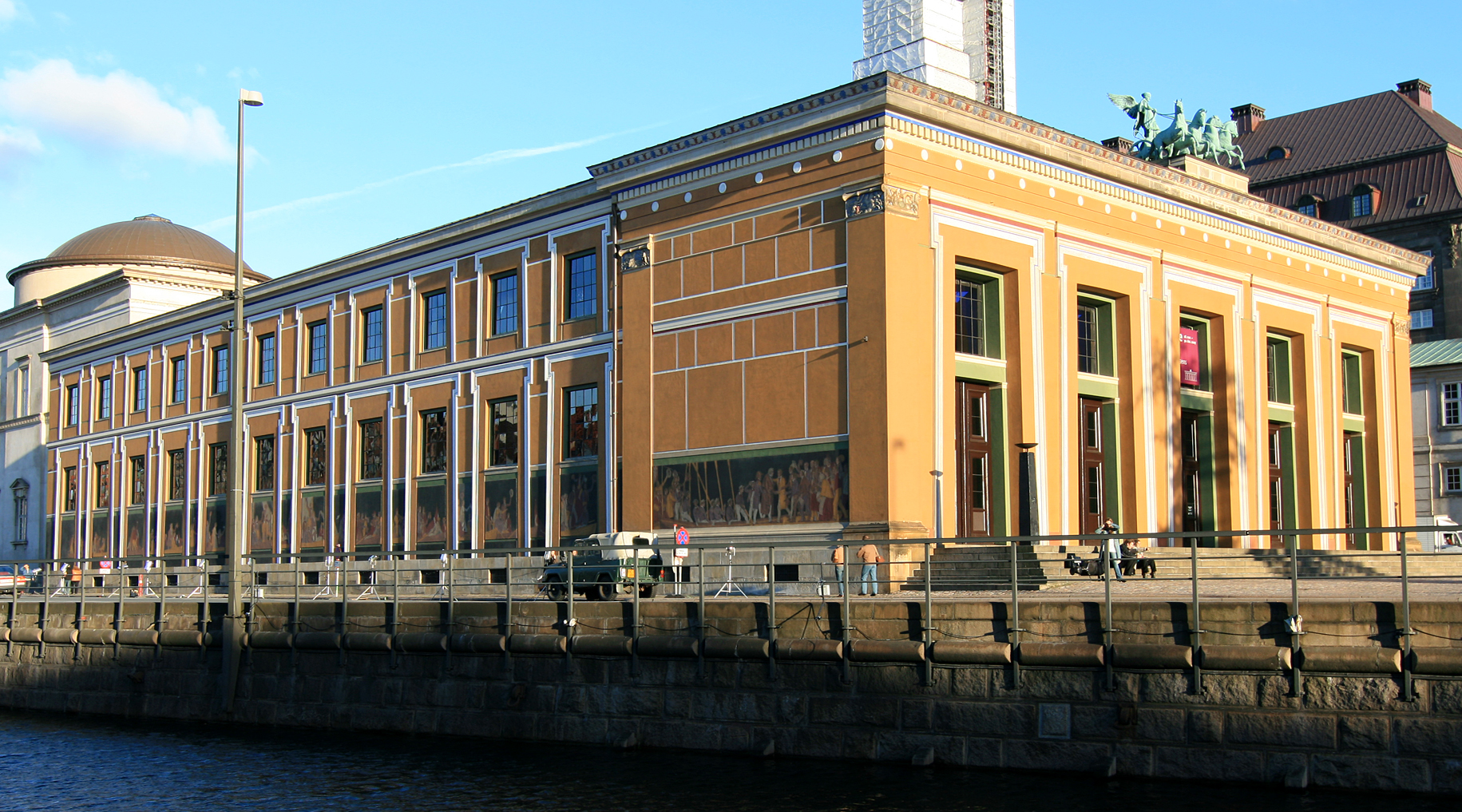
Thorvaldsens Museum, von der Nybrogade aus gesehen

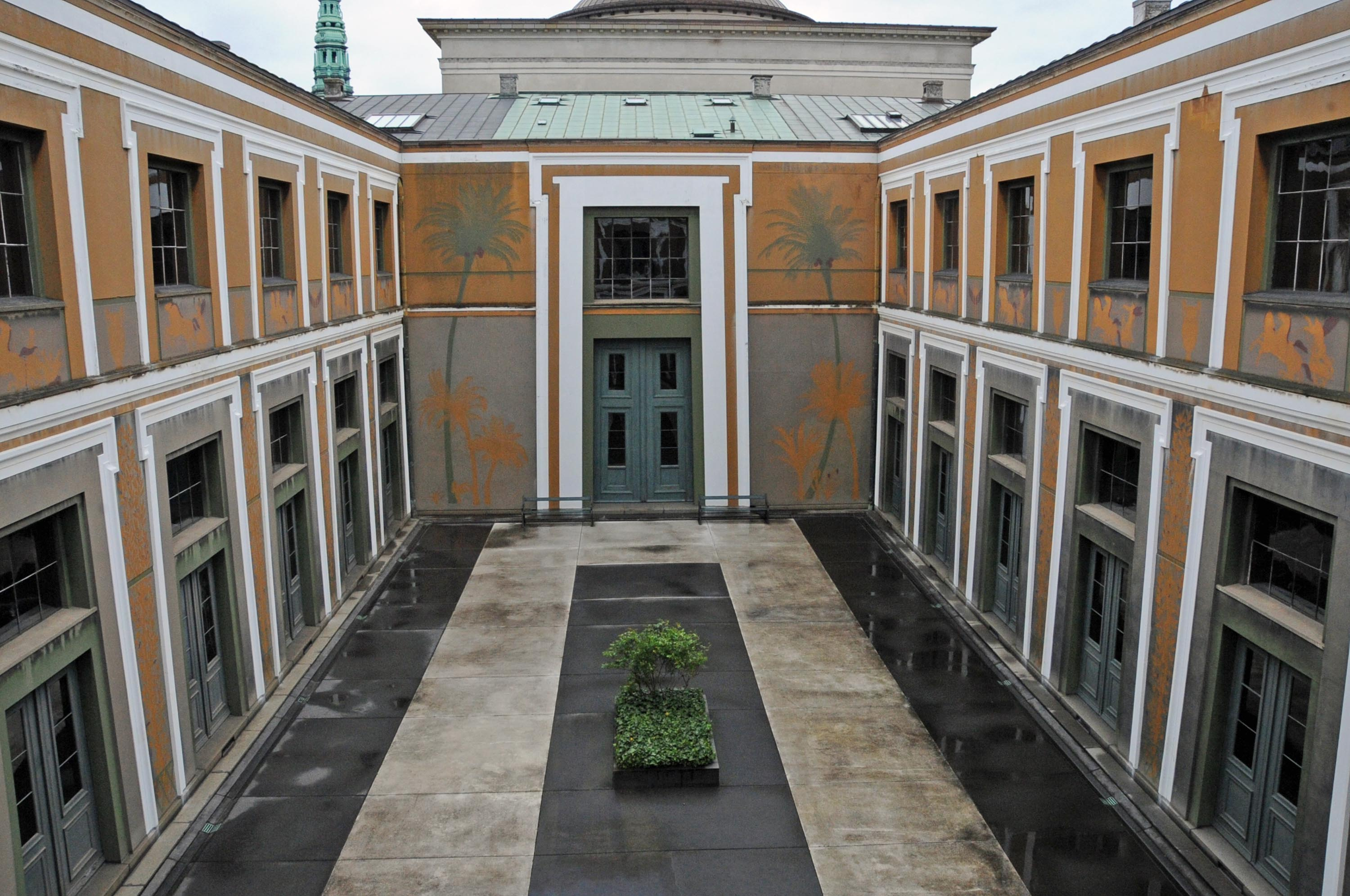
Innenhof mit Thorvaldsens Grab

Bertel Thorvaldsen
Gemälde von C. W. Eckersberg
Schwedisches Nationalmuseum

Thorvaldsens Museum ist ein Einzel-Künstler-Museum in Kopenhagen, Dänemark, das der Kunst des dänischen Bildhauers des Klassizismus Bertel Thorvaldsen (1770–1844) gewidmet ist. Dieser lebte und arbeitete die meiste Zeit seines Lebens (1796–1838) in Rom. Das Museum befindet sich auf der kleinen Insel Slotsholmen im Zentrum von Kopenhagen unweit des Schlosses Christiansborg. Entworfen von dem Architekten Gottlieb Bindesbøll, wurde das Gebäude nach einer öffentlichen Sammlung finanzieller Mittel im Jahre 1837 dann von 1838 bis 1848 errichtet.

## Das Gebäude
Das Gebäude ist stark von antiker griechischen Architektur inspiriert und um einen Innenhof, in dem der Künstler begraben liegt, gebaut. Es ist besonders bemerkenswert für die einzigartige Verwendung von Farben im Innen- wie im Außenbereich. Jedes Zimmer im Museum verfügt über eine einmalige Deckendekoration im grotesken Stil. Die Außenseite ist mit einem Fries geschmückt, der Thorvaldsens Heimkehr aus Rom im Jahr 1838 darstellt und von Jørgen Valentin Sonne angefertigt wurde. Die Idee der Gestaltung der Fassaden mit lebensgroßen Figuren kam von Bindesbøll. Dargestellt sind an den einzelnen Wänden Szenen dieser Heimkehr: Die Menschenmenge, die den Bildhauer feiert; Das Entladen seiner Arbeiten von der Fregatte Rota; Die Überführung der Arbeiten in das Museum.

## Sammlungen
Das Museum zeigt eine umfangreiche Sammlung von Werken des Künstlers in Marmor und Gips sowie die Original-Gipsmodelle, die bei der Herstellung von Bronzen und Marmor, Statuen und Reliefs verwendet wurden, die sich heute in Museen, Kirchen und an anderen Orten rund um die Welt befinden. Das Museum verfügt auch über Malerei, griechische, römische und ägyptische Antiquitäten, Zeichnungen und Drucke, die Thorvaldsen in seinem Leben sammelte, sowie eine breite Palette von persönlichen Sachen, die er in seiner Arbeit und im Alltag verwendet hat.

### Untergeschoss
Im Südkorridor befinden sich drei permanente Mini-Ausstellungen: über Thorvaldsens Leben mit Gegenständen aus seinem Besitz, über seine Technik und Werkstatt sowie über frühe Porträtbüsten. Im Westkorridor befinden sich seine prämierten Werke für die Akademie und eine Auswahl an Modellentwürfen. Im Nordkorridor ist Thorvaldsens Gipsabgusssammlung ausgestellt. Des Weiteren befinden sich hier sieben kleinere Räume für Sonderausstellungen.

### Erdgeschoss
In der Vorhalle des Erdgeschosses befinden sich Thorvaldsens Gipsmodelle für historische Figuren, die man in verschiedenen europäischen Städten sehen kann. Zudem liegt im Erdgeschoss der sogenannte Kristussal, der die Gipsmodelle für die Figuren von Christus und den Aposteln in der Kopenhagener Frauenkirche zeigt.
Der Westkorridor beherbergt den Museumsshop, während im Nordkorridor die Gipsmodelle für die Figur Johannes’ des Täufers im Dreiecksgiebel über dem Haupteingang der Frauenkirche gezeigt werden. Im Südkorridor sind Gipsmodelle von verschiedenen Figuren und Reliefs ausgestellt, die sich in den übrigen 21 kleineren Räumen des Geschosses befinden. Diese zeigen vor allem Motive aus der antiken Mythologie.
Im Atrium des Erdgeschosses befindet sich das Grab Thorvaldsens.

### Obergeschoss
Das Obergeschoss zeigt vor allem zwei permanente Ausstellungen sowie Thorvaldsens Gemälde- und Skulpturensammlung.
Im Westkorridor werden Thorvaldsens Marmorfriese „Alexander den Stores indtog i Babylon“ ausgestellt. Das ist eine verkleinerte Ausgabe des Werkes von 1812.
Süd- und Nordkorridor beherbergen weitere Gipsmodelle von verschiedenen Figuren und Reliefs, die im Erdgeschoss ausgestellt werden.
In einem Raum werden Einrichtungsgegenstände aus Thorvaldsens Professorenwohnung in der Kunstakademie auf Schloss Charlottenborg gezeigt.

## Galerie

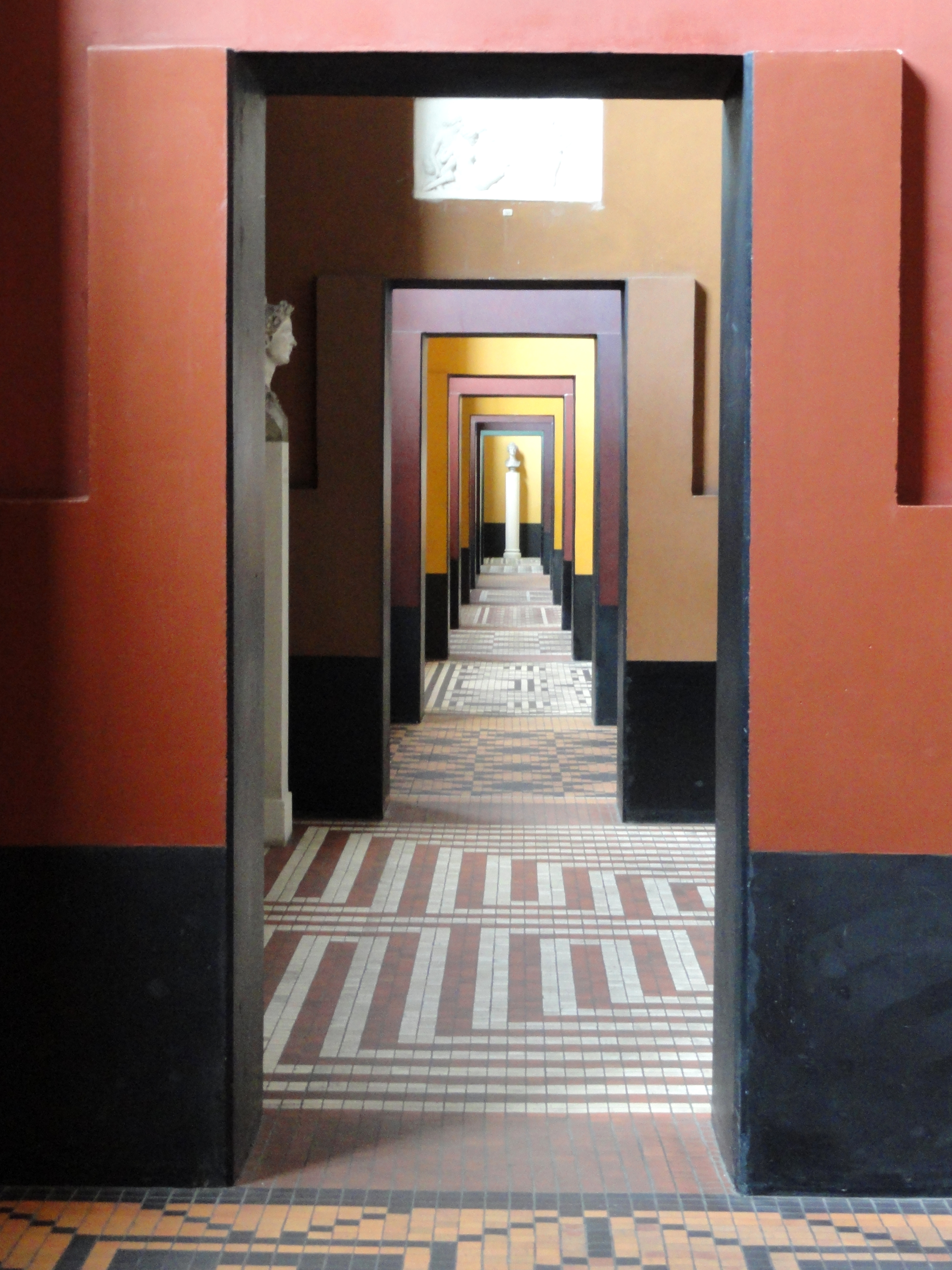
Innenansicht
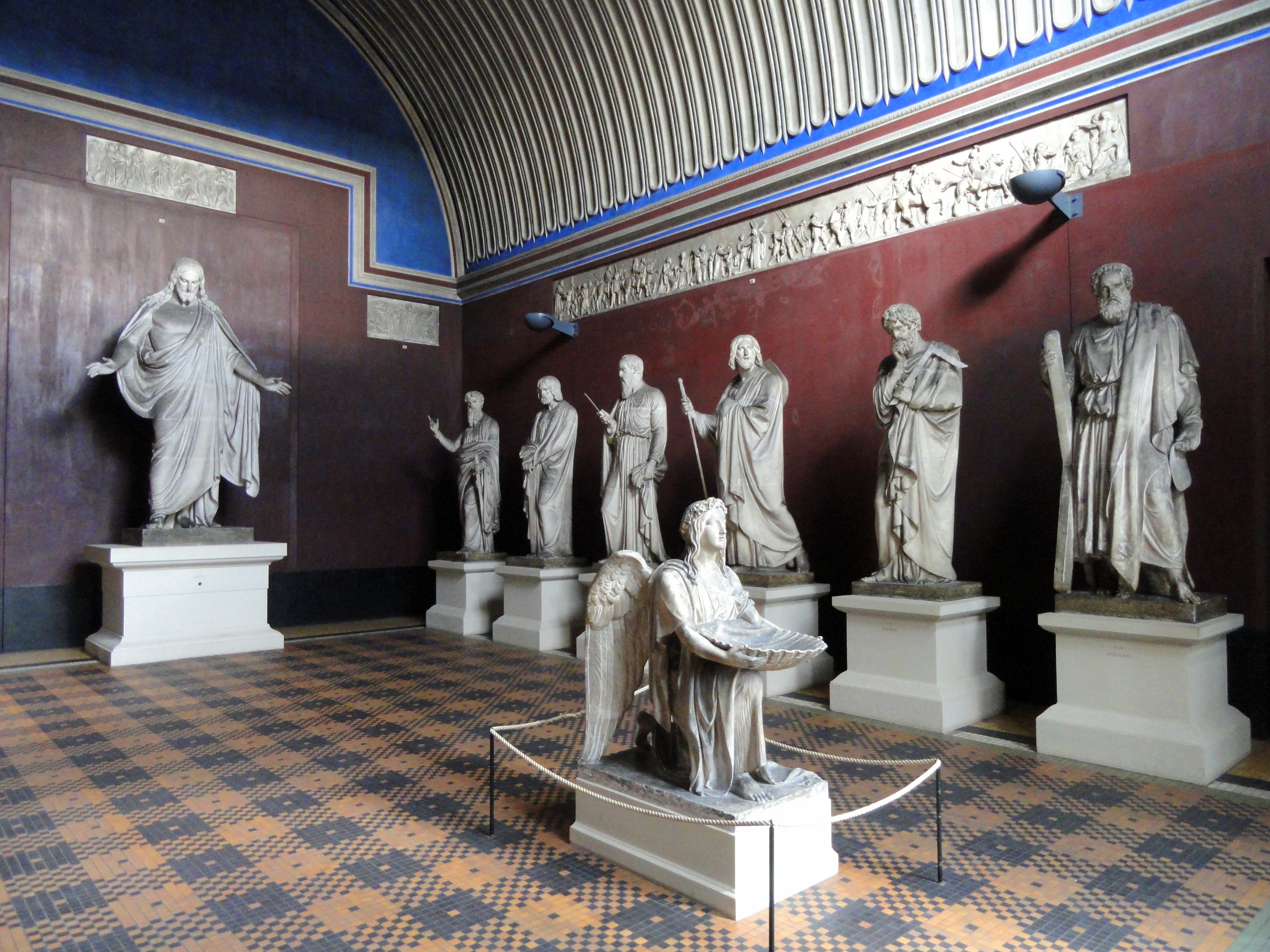
Galerie in Thorvaldsens Museum
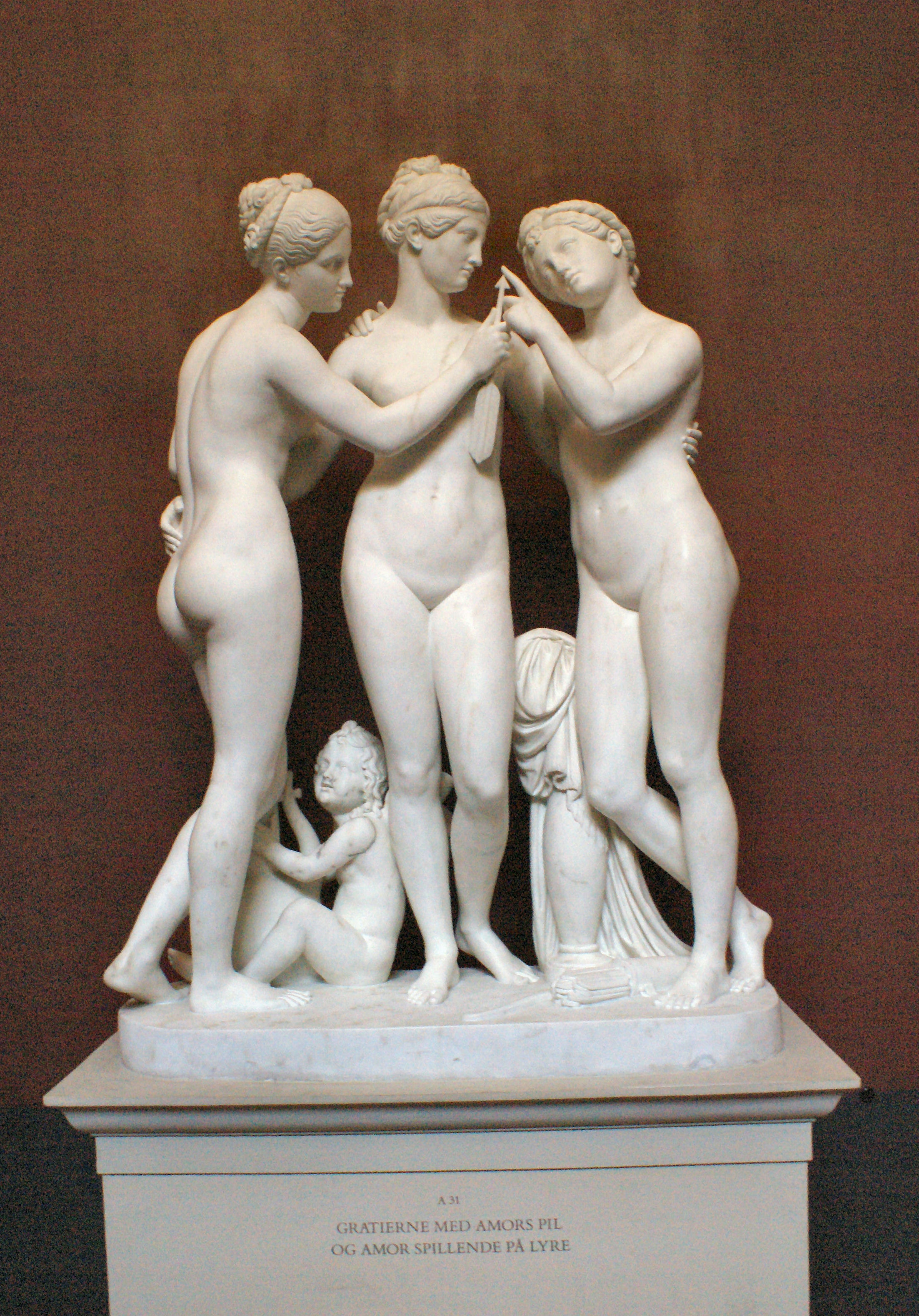
Grazien mit Amors Pfeil, Amor spielt auf der Lyra
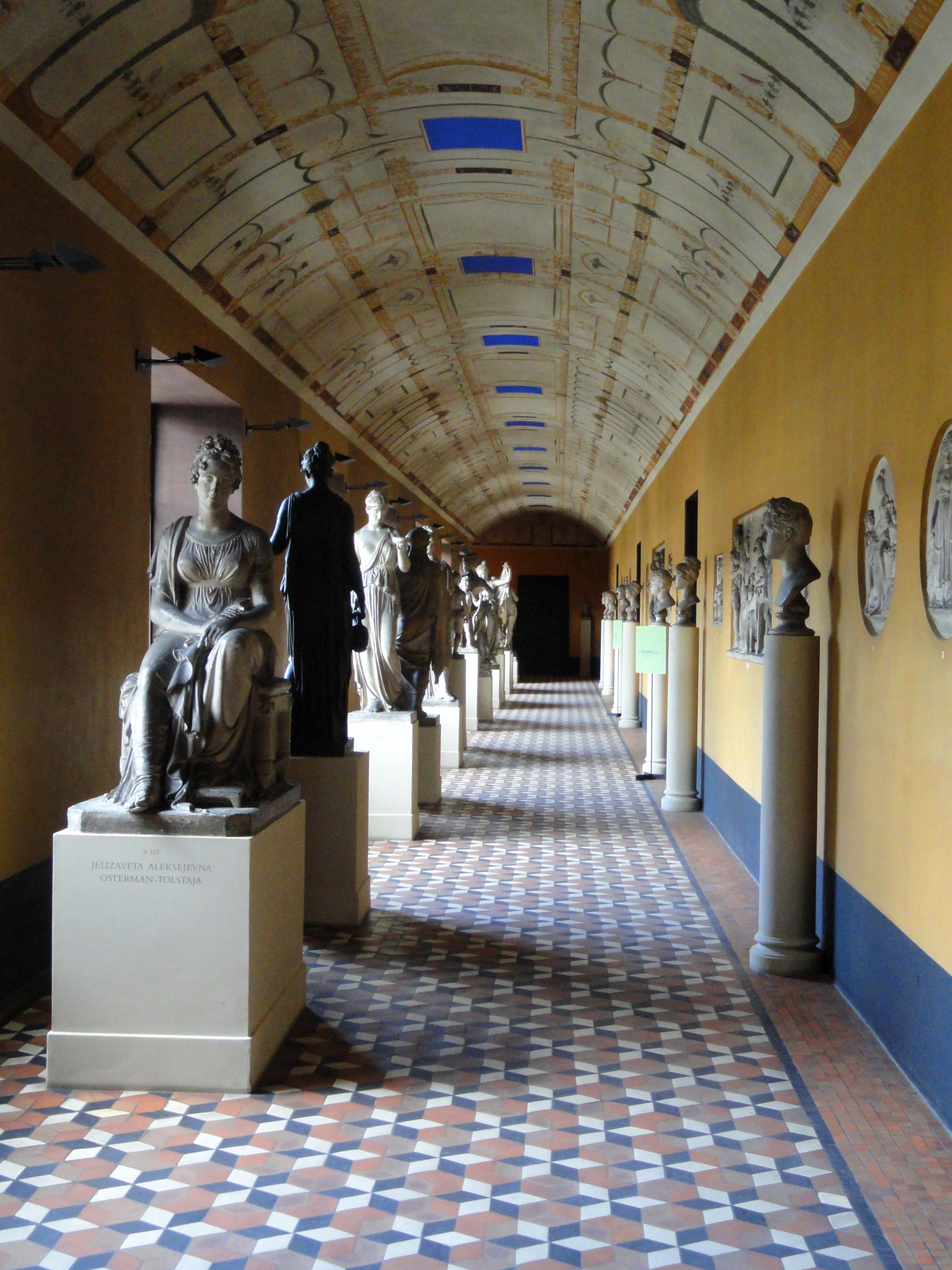
Innenansicht
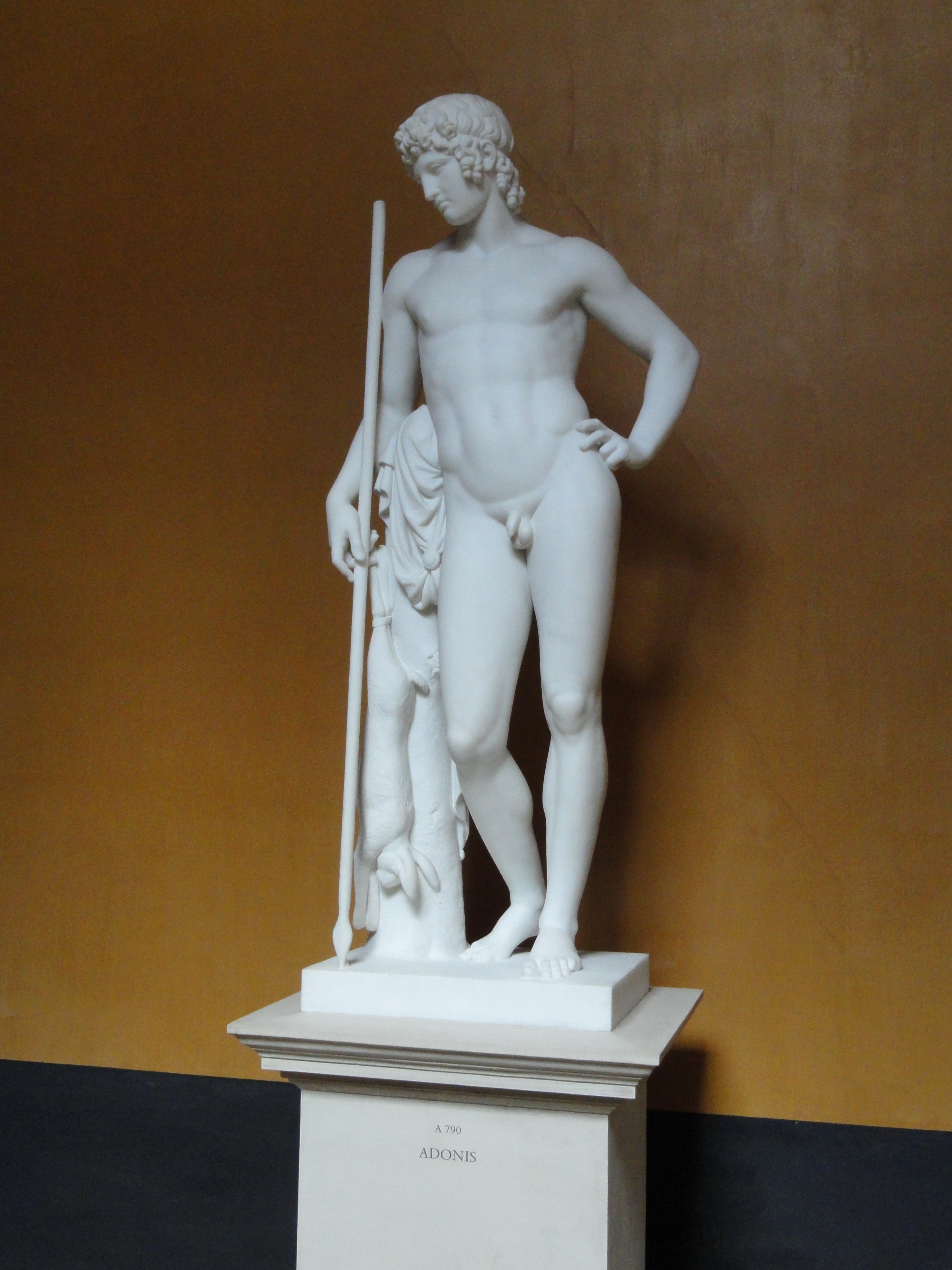
Adonis
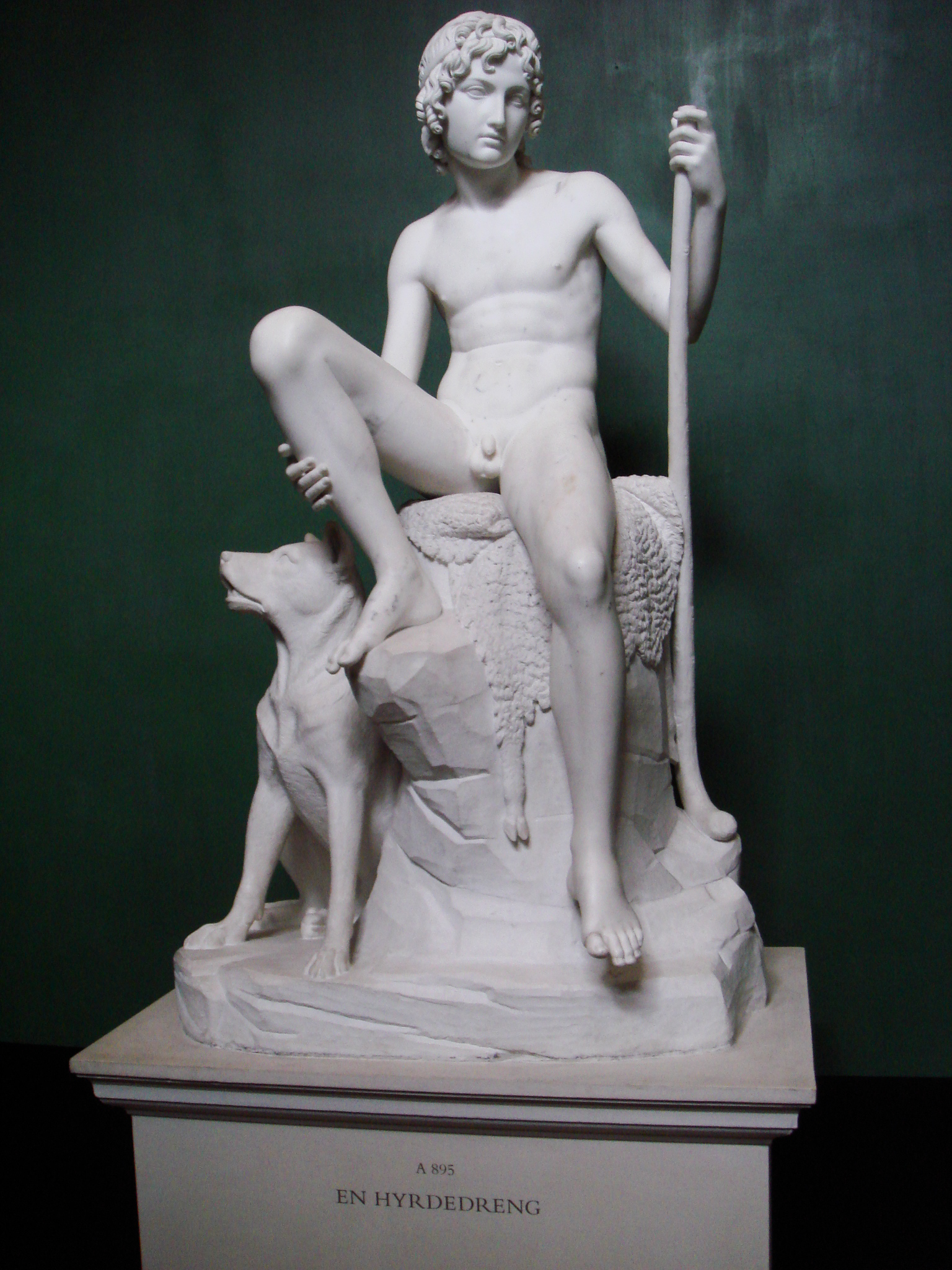
Hirtenjunge
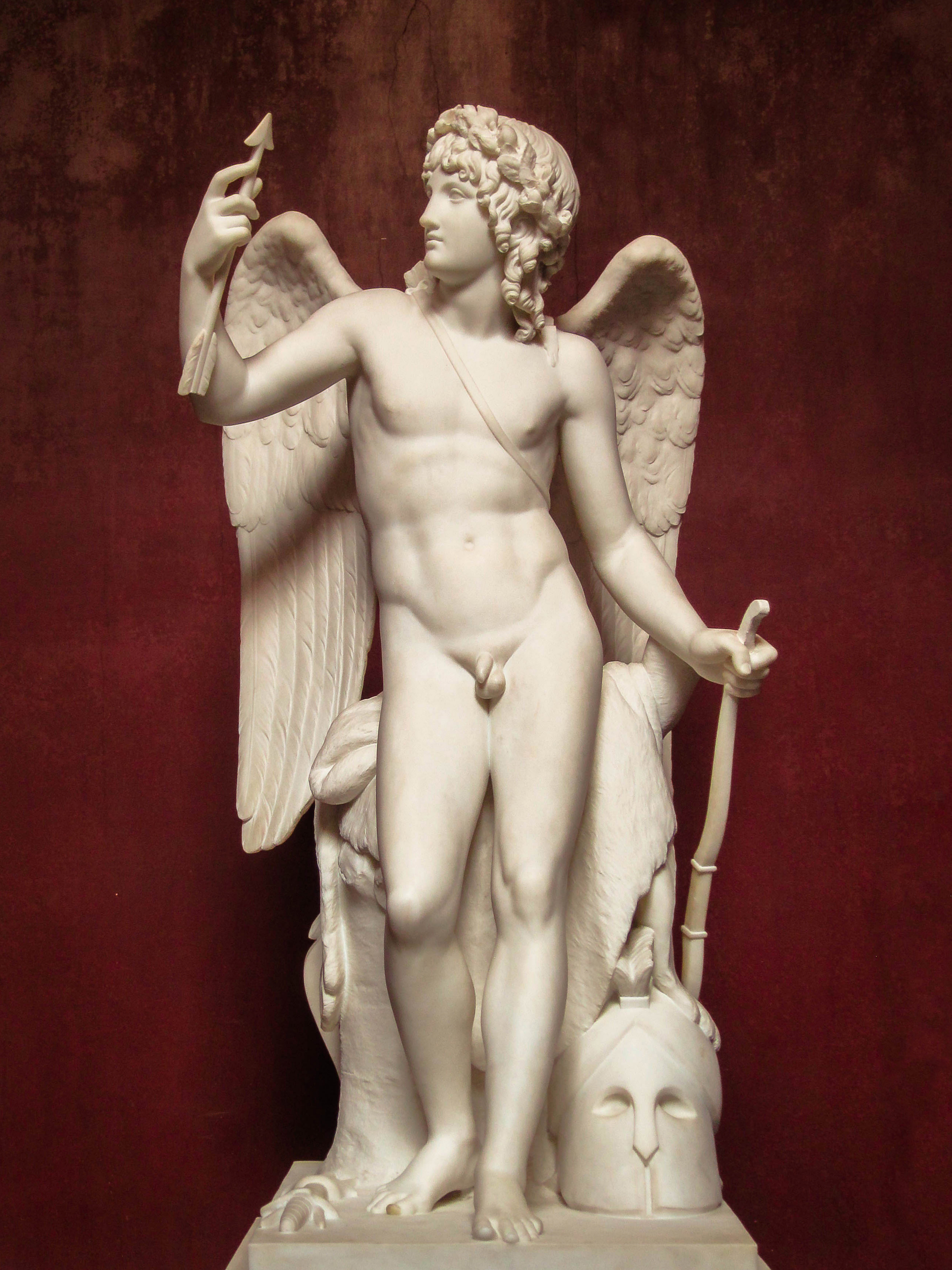
Cupido
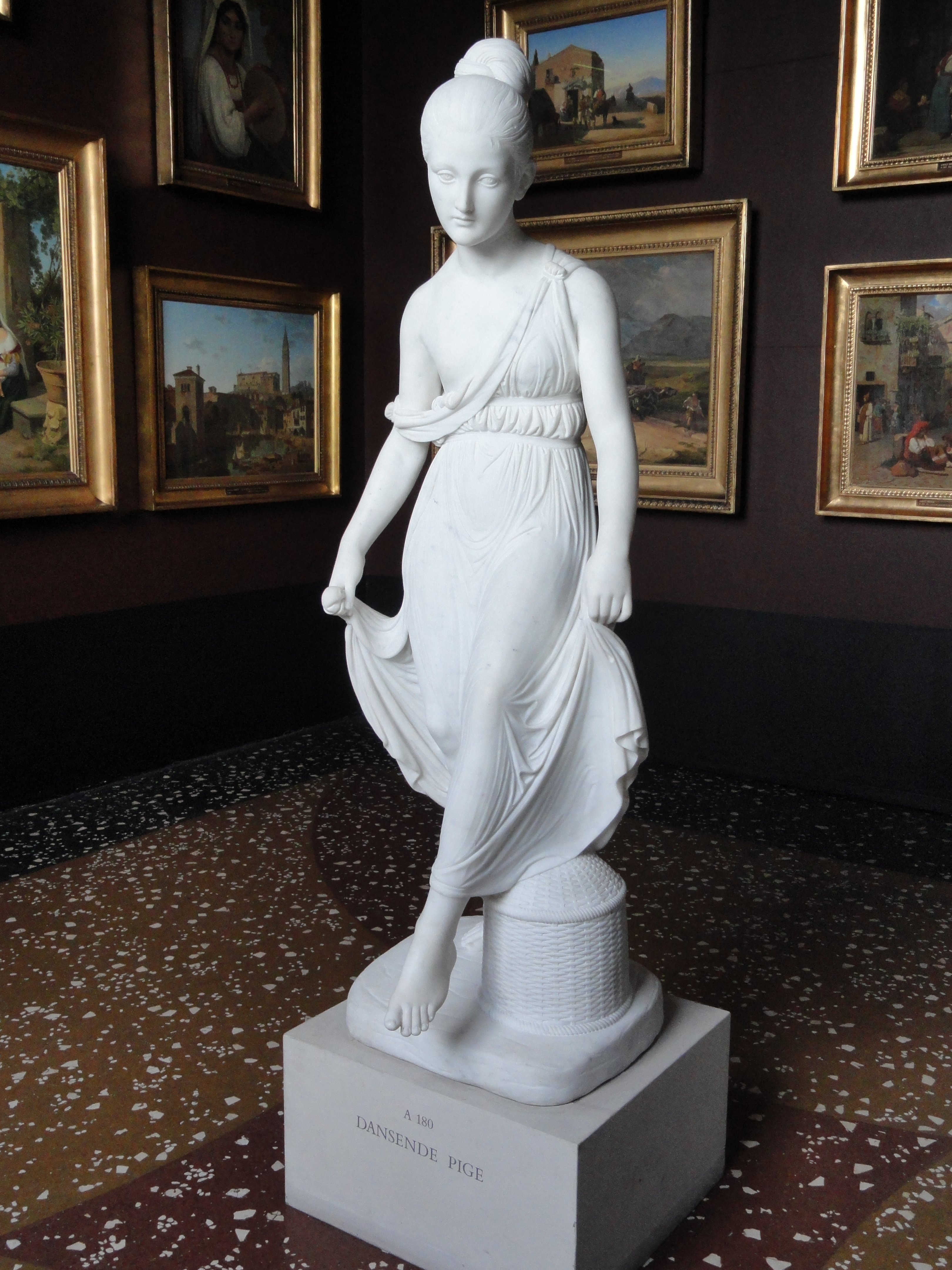
Tanzendes Mädchen
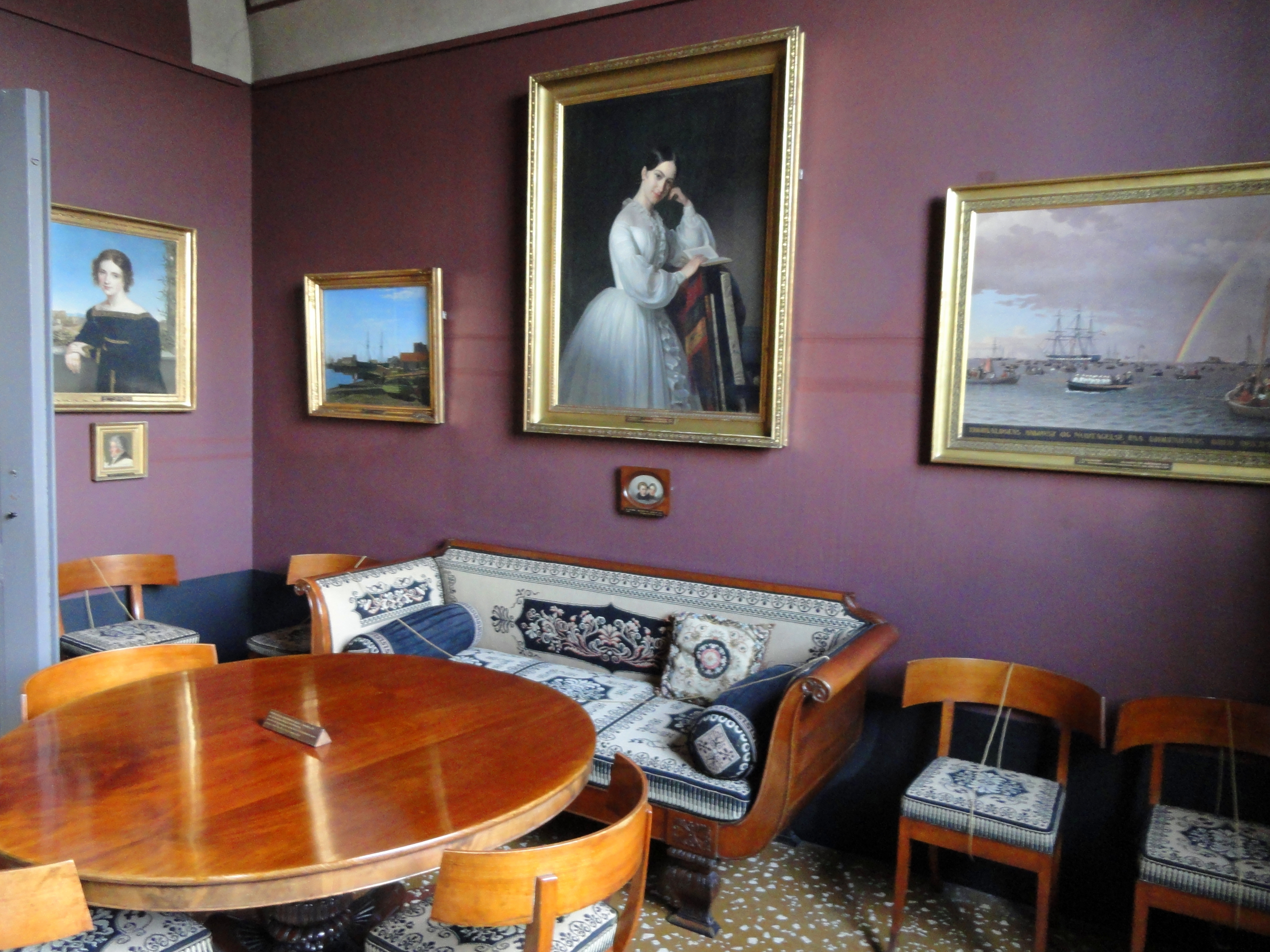
Innenansicht
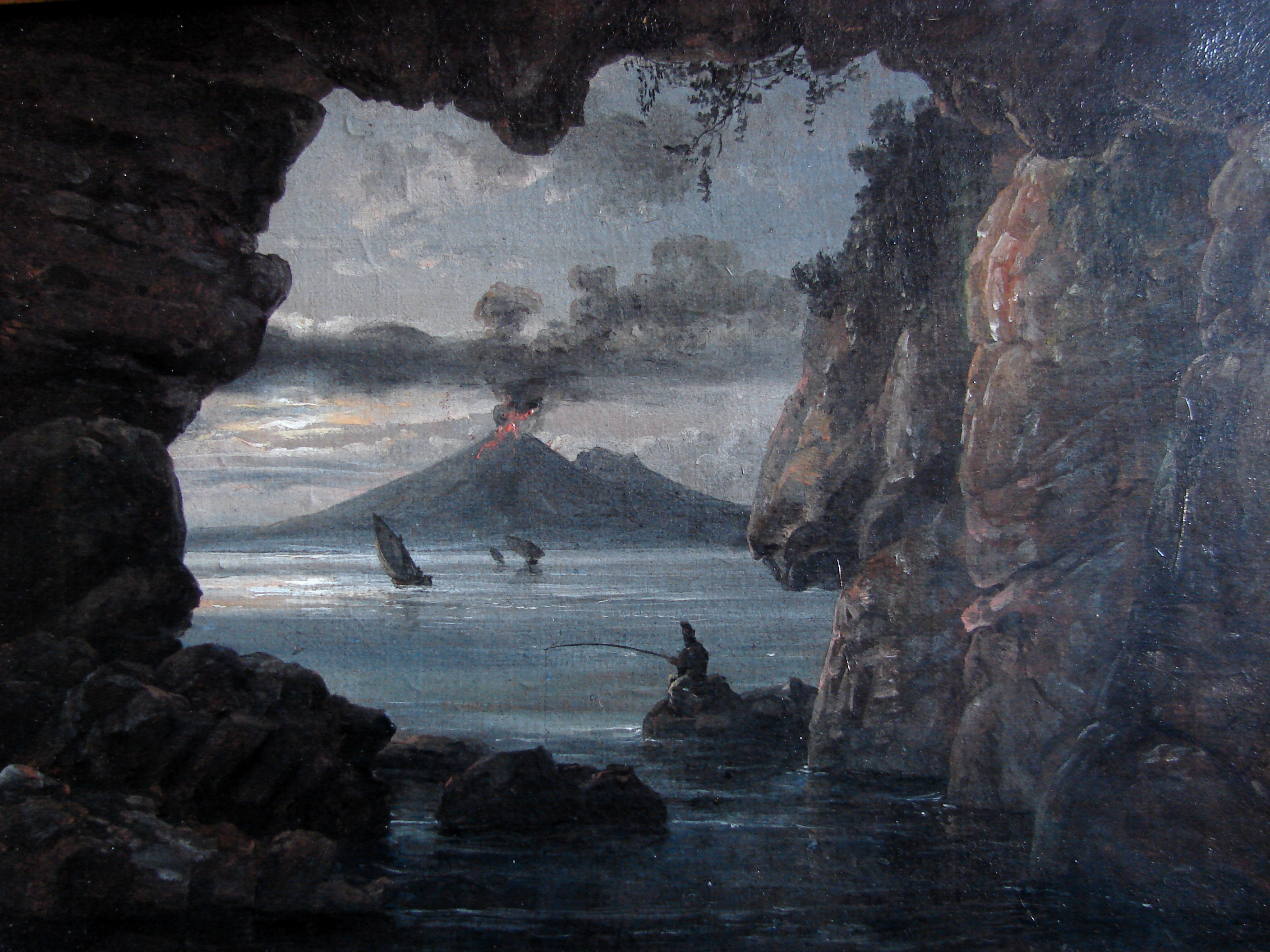
Johan Christian Clausen Dahl: Grotte in der Bucht von Neapel. – Gemälde aus Thorvaldsens eigener Sammlung
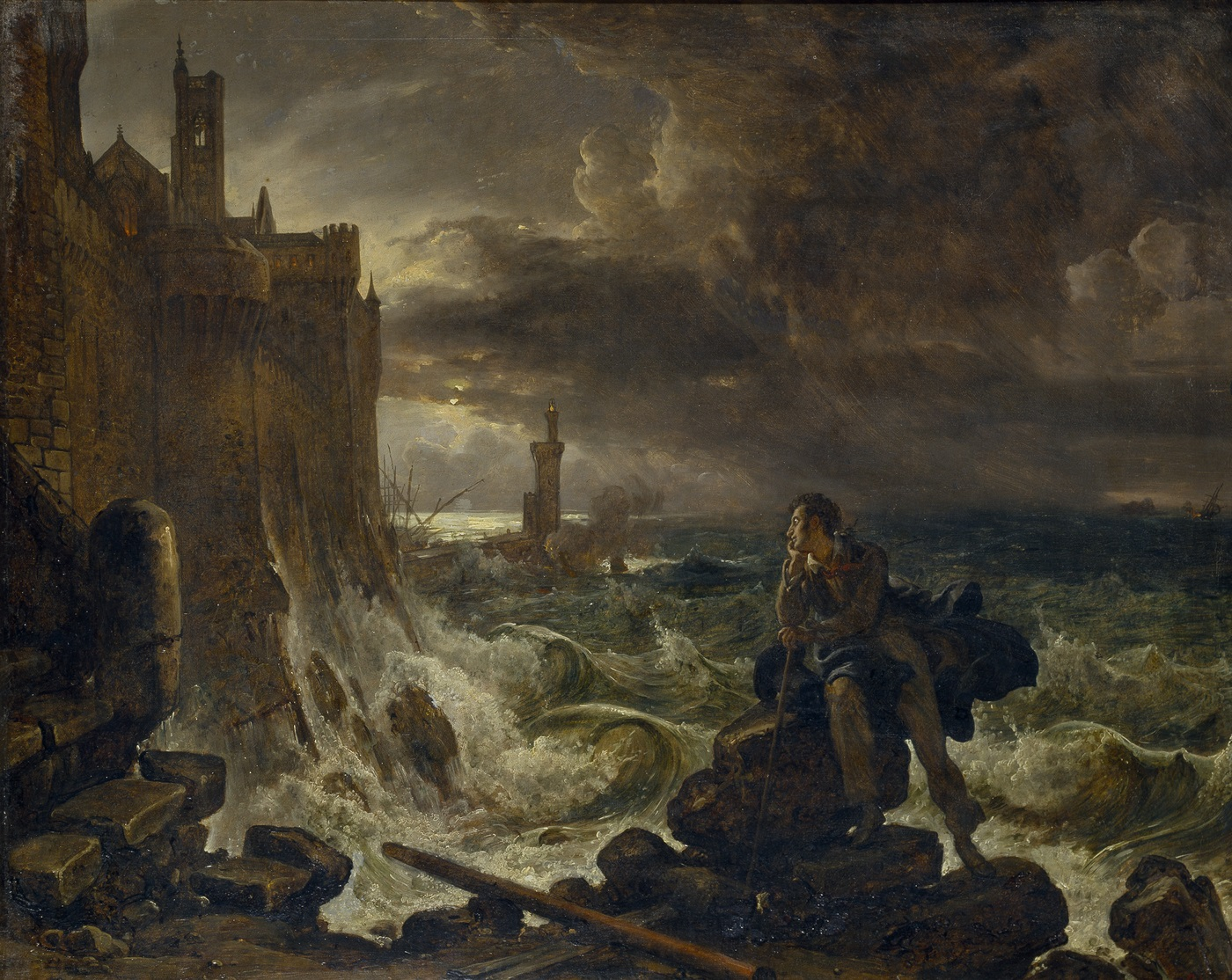
Franz Ludwig Catel: Nachtstück nach der Schlussszene von Chateaubriands Novelle „René“ – Gemälde aus Thorvaldsens eigener Sammlung
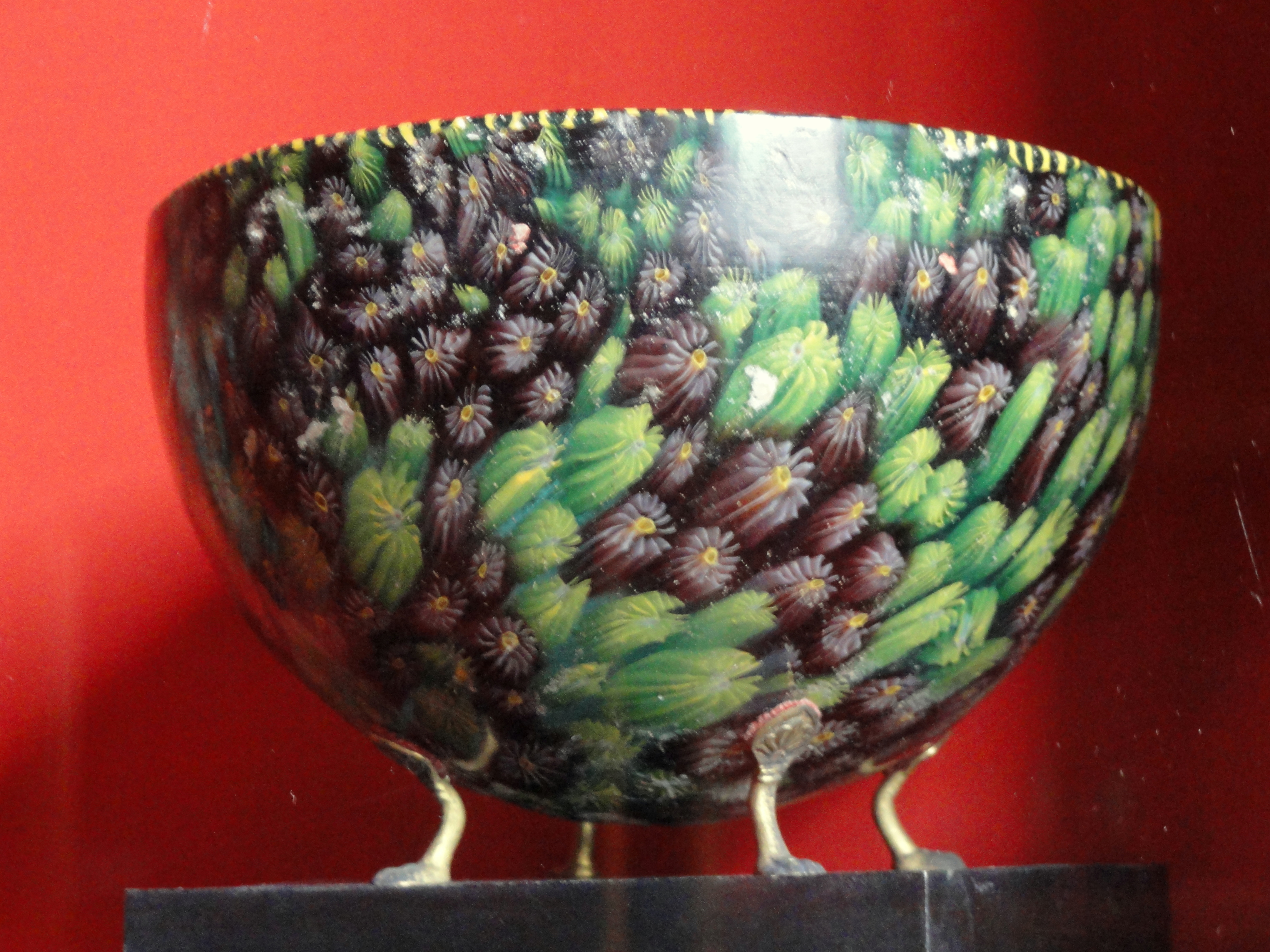
Schale